# Paronychia baldwinii
Paronychia baldwinii är en nejlikväxtart som först beskrevs av John Torrey och Samuel Frederick Gray, och fick sitt nu gällande namn av Edward Fenzl och Wilhelm Gerhard Walpers. Paronychia baldwinii ingår i släktet prasselörter, och familjen nejlikväxter.

## Underarter
Arten delas in i följande underarter:
- P. b. baldwinii
- P. b. riparia